# Route du Sud 2013
La Route du Sud 2013, trentasettesima edizione della corsa, si svolse dal 13 al 16 giugno su un percorso di 717 km ripartiti in 4 tappe, con partenza da Castres e arrivo a L'Isle-Jourdain. Fu vinta dal francese Thomas Voeckler della Team Europcar davanti all'italiano Franco Pellizotti e al francese John Gadret.

## Tappe
| Tappa  | Data      | Percorso                                      | km    | Vincitore di tappa | Leader cl. generale |
| ------ | --------- | --------------------------------------------- | ----- | ------------------ | ------------------- |
| 1ª     | 13 giugno | Castres > Mirande                             | 209   | Yannick Martinez   | Yannick Martinez    |
| 2ª     | 14 giugno | Villecomtal-sur-Arros > Villecomtal-sur-Arros | 182,8 | Yohann Gène        | Yannick Martinez    |
| 3ª     | 15 giugno | Izaourt > Bagnères-de-Luchon                  | 176,3 | Thomas Voeckler    | Thomas Voeckler     |
| 4ª     | 16 giugno | Saint-Gaudens > L'Isle-Jourdain               | 149,2 | Marco Frapporti    | Thomas Voeckler     |
| Totale | Totale    | Totale                                        | 717   |                    |                     |

## Dettagli delle tappe

### 1ª tappa
- 13 giugno: Castres > Mirande – 209 km

| Pos. | Corridore        | Squadra            | Tempo    |
| ---- | ---------------- | ------------------ | -------- |
| 1    | Yannick Martinez | La Pomme Marseille | 5h19'44" |
| 2    | Anthony Roux     | FDJ                | s.t.     |
| 3    | Adrien Petit     | Cofidis            | s.t.     |

| Pos. | Corridore        | Squadra            | Tempo    |
| ---- | ---------------- | ------------------ | -------- |
| 1    | Yannick Martinez | La Pomme Marseille | 5h19'34" |
| 2    | Anthony Roux     | FDJ                | a 4"     |
| 3    | Thomas Rostollan | La Pomme Marseille | s.t.     |

### 2ª tappa
- 14 giugno: Villecomtal-sur-Arros > Villecomtal-sur-Arros – 182,8 km

| Pos. | Corridore       | Squadra  | Tempo    |
| ---- | --------------- | -------- | -------- |
| 1    | Yohann Gène     | Europcar | 4h38'00" |
| 2    | Chris Sutton    | Sky      | s.t.     |
| 3    | Samuel Dumoulin | AG2R     | s.t.     |

| Pos. | Corridore        | Squadra            | Tempo    |
| ---- | ---------------- | ------------------ | -------- |
| 1    | Yannick Martinez | La Pomme Marseille | 9h57'33" |
| 2    | Yohann Gène      | Europcar           | a 1"     |
| 3    | Chris Sutton     | Sky                | a 5"     |

### 3ª tappa
- 15 giugno: Izaourt > Bagnères-de-Luchon – 176,3 km

| Pos. | Corridore         | Squadra       | Tempo    |
| ---- | ----------------- | ------------- | -------- |
| 1    | Thomas Voeckler   | Europcar      | 4h43'53" |
| 2    | Franco Pellizotti | Androni Gioc. | s.t.     |
| 3    | John Gadret       | AG2R          | s.t.     |

| Pos. | Corridore         | Squadra       | Tempo     |
| ---- | ----------------- | ------------- | --------- |
| 1    | Thomas Voeckler   | Europcar      | 14h41'27" |
| 2    | Franco Pellizotti | Androni Gioc. | a 4"      |
| 3    | John Gadret       | AG2R          | a 6"      |

### 4ª tappa
- 16 giugno: Saint-Gaudens > L'Isle-Jourdain – 149,2 km

| Pos. | Corridore         | Squadra            | Tempo    |
| ---- | ----------------- | ------------------ | -------- |
| 1    | Marco Frapporti   | Androni Gioc.      | 3h14'35" |
| 2    | Danilo Napolitano | Accent Jobs        | s.t.     |
| 3    | Benjamin Giraud   | La Pomme Marseille | s.t.     |

| Pos. | Corridore         | Squadra       | Tempo     |
| ---- | ----------------- | ------------- | --------- |
| 1    | Thomas Voeckler   | Europcar      | 17h56'02" |
| 2    | Franco Pellizotti | Androni Gioc. | a 4"      |
| 3    | John Gadret       | AG2R          | a 6"      |

## Classifiche finali

### Classifica generale
| Pos. | Corridore           | Squadra            | Tempo     |
| ---- | ------------------- | ------------------ | --------- |
| 1    | Thomas Voeckler     | Team Europcar      | 17h56'02" |
| 2    | Franco Pellizotti   | Androni Giocattoli | a 4"      |
| 3    | John Gadret         | Ag2r-La Mondiale   | a 6"      |
| 4    | Romain Bardet       | Ag2r-La Mondiale   | a 9"      |
| 5    | Diego Rosa          | Androni Giocattoli | a 20"     |
| 6    | Rubén Plaza         | Movistar Team      | s.t.      |
| 7    | Hubert Dupont       | Ag2r-La Mondiale   | s.t.      |
| 8    | Kanstantsin Sivtsov | Sky Procycling     | a 26"     |
| 9    | Guillaume Levarlet  | Cofidis            | a 28"     |
| 10   | Fabrice Jeandesboz  | Sojasun            | s.t.      |